# 西藏缺裂报春
西藏缺裂报春（学名：Primula aliciae）为报春花科报春花属下的一个种。

## 扩展阅读
- 維基物種上的相關：西藏缺裂报春